# Dalbergia tricolor
Dalbergia tricolor är en ärtväxtart som beskrevs av Emmanuel Drake del Castillo. Dalbergia tricolor ingår i släktet Dalbergia, och familjen ärtväxter. IUCN kategoriserar arten globalt som sårbar.

## Underarter
Arten delas in i följande underarter:
- D. t. breviracemosa
- D. t. tricolor